# Casa Ramon Oller
La Casa (Ramon) Oller és un edifici residencial situat a la Gran Via de les Corts Catalanes, 658 de l'Eixample de Barcelona, catalogat com a bé cultural d'interès local.

## Història
El 1871, Josep Guasch i Mascaró va demanar permís per a construir de planta baixa i tres pisos, segons el projecte del mestre d'obres Eduard Fontserè i Meste. El 1900, Ramon Oller i Bosch va demanar permís per a reformar-la i remuntar-hi dos pisos, segons el projecte de l'arquitecte Pau Salvat i Espasa, que li donà una estètica propera al món medieval pròpia del modernisme català amb l'ús de la tradició artesanal popular en dels esgrafiats, la ceràmica i la forja.
Entre 2017 i 2020 va ser rehabilitat per a allotjar-hi apartaments de luxe.

## Descripció
Edifici d'habitatges de planta baixa i cinc pisos. La façana presenta una simetria general, amb una franja central buida i emmarcada per balcons a cada costat, que només queda trencada per la planta baixa amb l'entrada principal desplaçada a la banda esquerra. La planta considerada noble destaca per la tribuna de ferro, ceràmica vidriada i la combinació de vidres llisos i emplomats. Al segon i al tercer pis hi ha dues obertures a banda i banda amb balcó corregut al segon i amb balcons individuals al tercer. A l'últim pis en el centre hi destaca un motiu heràldic i a cada costat balcons triples amb decoracions a les llindes. Tot el conjunt queda coronat amb un ràfec que tanca l'edifici amb un eix horitzontal.

## Galeria

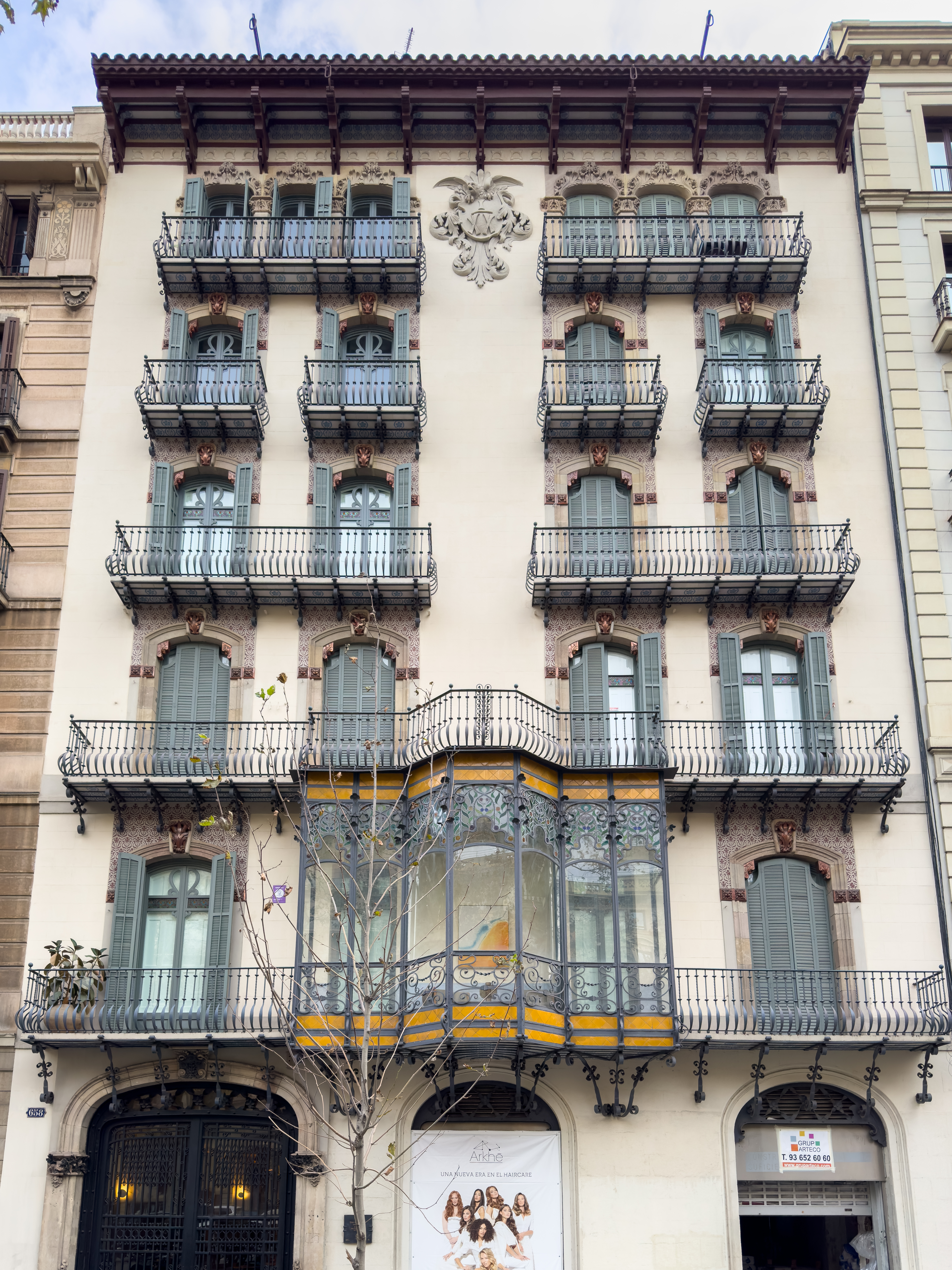
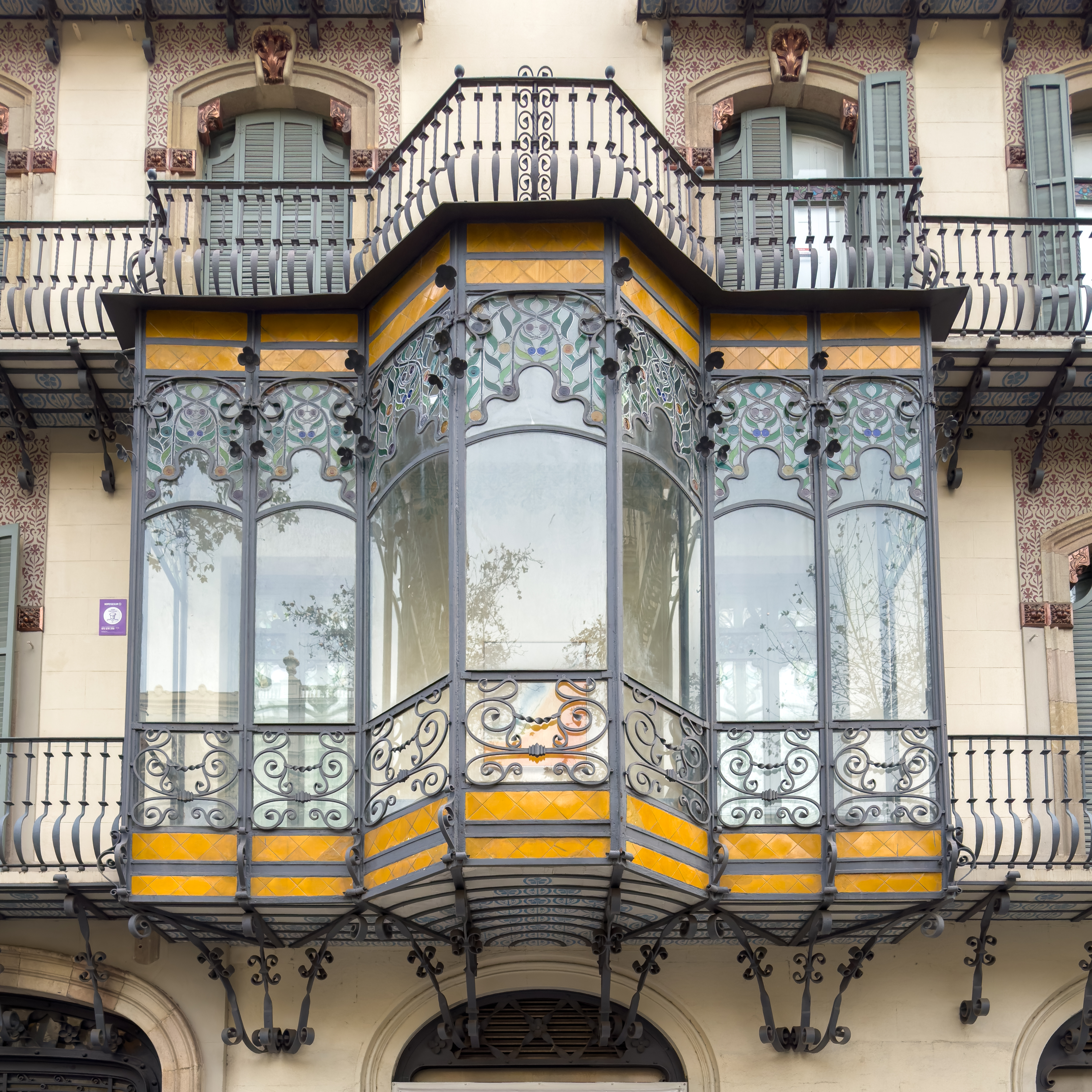
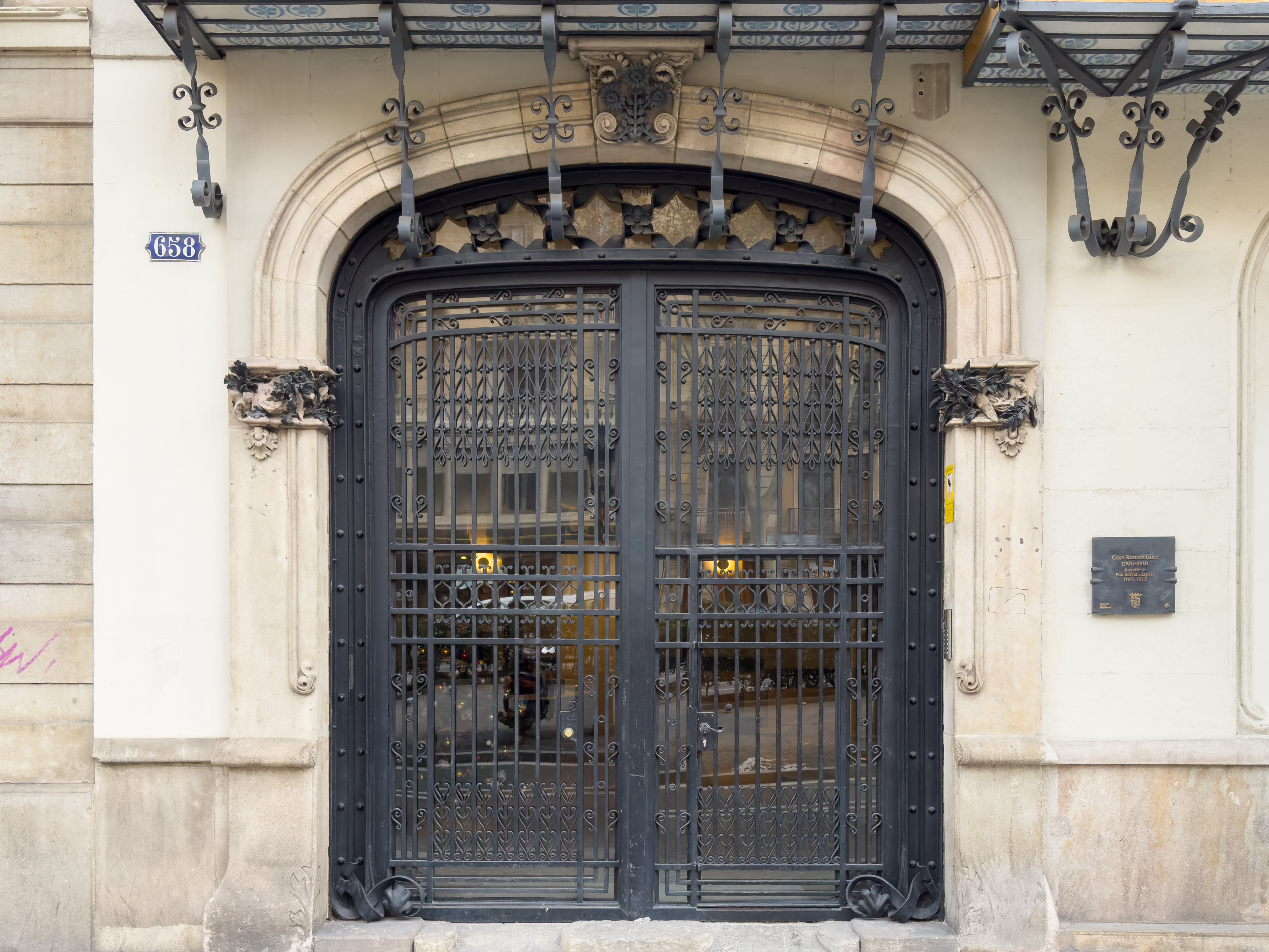